# Помню (пісня Тіни Кароль)
«Помню» — пісня української співачки Тіни Кароль з її п'ятого студійного альбому «Помню». Як перший сингл випущений 28 квітня 2013 року.

## Опис
«Помню» — остання із записаних пісень Тіною Кароль на момент смерті чоловіка. Співачка випустила композицію на згадку про чоловіка. В день трагічної події, пісня грала на повторі на офіційному сайті співачки. Автором пісні і слів є сама співачка
Пісня «Помню» більше шести тижнів трималася на першому рядку національного чарта TopHit

## Відеокліп
13 червня 2013 року, на офіційному YouTube каналі Тіни Кароль відбулася прем'єра кліпу на пісню «Помню». Режисером відеокліпа виступив Ярослав Пілунский
Цей кліп просякнутий мораллю про те, що смуток і пам'ять бувають світлим. Фоном зйомки послужив дах київської висотки удосвіта і карусель, оточена розвішеними простирадлами, недалеко від столиці.
Кліп тут же став самою обговорюваною прем'єрою в соціальних мережах і негайно з'явився на головній сторінці порталу YouTube, як один з найпопулярніших відеокліпів дня. Через всього один день, кліп зайняв перше місце музичного чарта ТОП-10 на телеканалі М1
Відеокліп на пісню «Помню» подолав поріг в 10 000 000 переглядів на YouTube.

## Список композицій
| Digital download | Digital download                               | Digital download |
| #                | Назва                                          | Тривалість       |
| ---------------- | ---------------------------------------------- | ---------------- |
| 1.               | «Помню»                                        | 3:53             |
| 2.               | «Помню» (Max Creative & Andrew Rai Radio Edit) | 3:19             |
| 3.               | «Помню» (Max Creative & Andrew Rai Remix)      | 5:44             |
| 4.               | «Помню» (Instrumental)                         | 3:48             |
| 5.               | «Ніжно» (Max Creative & Andrew Rai Radio Edit) | 3:16             |
| 6.               | «Ніжно» (Max Creative & Andrew Rai Remix)      | 5:18             |

## Чарти
| Країна                                  | Найвища позиція |
| --------------------------------------- | --------------- |
| Україна (TopHit Український Топ-100)    | 1               |
| Україна (TopHit Київський Топ-100)      | 1               |
| Росія та СНД (TopHit Загальний Топ-100) | 91              |
| Росія та СНД (TopHit Загальний річний)  | 110             |

### Річні чарти
| Чарт (2013)                                     | Позиції |
| ----------------------------------------------- | ------- |
| Україна Київ (Tophit City & Country Radio Hits) | 23      |
| Україна (TopHit City & Country Radio Hits)      | 13      |

## Номінації і нагороди
| Рік  | Нагорода | Номінована робота | Категорія           | Результат | Іс.   |
| ---- | -------- | ----------------- | ------------------- | --------- | ----- |
| 2014 | «YUNA»   | «Помню»           | Найкращий відеокліп | Номінація | [ 8 ] |
| 2014 | «YUNA»   | «Помню»           | Найкраща пісня      | Номінація | [ 8 ] |